# 阿尼斯·賓哈迪拉
阿尼斯·賓哈迪拉(Änis Ben-Hatira，出生於1988年7月18日）是突尼斯的職業足球運動員，司職中場。
2017年1月25日，德國足球甲級聯賽達斯泰特因賓哈迪拉與伊斯蘭教慈善組織Ansaar International有聯繫故與他解約。

## 榮譽
- 歐洲U-21足球錦標賽: 2009

## 外部連結
- fussballdaten.de：Änis Ben-Hatira之統計數據 （德文）
- Soccerway資料庫：阿尼斯·賓哈迪拉